# Елеонора Мария Хабсбург-Австрийска
Елеонора Мария Йозефа Австрийска (на немски: Eleonore Maria Josefa von Österreich) е ерцхерцогиня на Австрия, кралица на Полша (1670 – 1673) и херцогиня на Лотарингия (1678 – 1697).

## Биография
Родена е на 21 май 1653 година в Регенсбург. Дъщеря е на император Фердинанд III и третата му съпруга Елеонора Гонзага от Мантуа.
Елеонора се омъжва на 27 февруари 1670 г. в Лемберг за полския крал Михал Корибут Вишневецки (1640 – 1673). Народът не я обичал. След неговата смърт тя се връща през 1673 г. обратно в Австрия.
Нейният брат Леополд I позволява на Елеонора да се омъжи за старата си любов Карл V (1643 – 1690), херцог на Лотарингия, по-късният победител срещу турците. На 6 февруари 1678 г. те се женят във Винер Нойщат. Карл V става щатхалтер на Тирол и Предна Австрия и двамата са изпратени в дворцовия замък в Инсбрук. Елеонора никога не е ходила до Лотарингия.
Умира на 17 декември 1697 година във Виена на 44-годишна възраст. Погребана е в гробницата Капуцинергруфт във Виена.
- Елеонора Вишневецка, 1670
- Саркофагът на Елеонора Австрийска в Капуцинергруфт, Виена

## Деца
Елеонора ражда на Карл V шест деца:
- Леополд Йозеф (1679 – 1729), херцог на Лотарингия
- Карл Йозеф (1680 – 1715), епископ на Олмюц и архиепископ на Трир
- Елеонора (1682 – 1682)
- Карл Фердинанд (1683 – 1685)
- Йозеф Иноценц (1685 – 1705), императорски генерал
- Франц Йозеф (1689 – 1715), абат на манастирите Стабло и Малмеди

Нейният най-голям син, Леополд, става баща на кайзер Франц I Стефан, основателят на династията Хабсбург-Лотаринги.